# Chans (roman)
Chans är en roman av Birgitta Stenberg, utgiven 1961, som handlar om en flicka som suttit på ungdomsvårdsskola. Redan året efter utgivningen filmatiserades den, i regi av Gunnar Hellström.